# ايرين باير
ايرين باير (بالإنجليزية: Ernestine Bayer)‏ هي مجدفة أمريكية، ولدت في 25 مارس 1909 في فيلادلفيا في الولايات المتحدة، وتوفيت في 10 سبتمبر 2006.